# 41 km (obwód odeski)
41 km (ukr. 41 км) – przystanek kolejowy w miejscowości Dalnyk, w rejonie odeskim, w obwodzie odeskim, na Ukrainie.